# Theo Coumans
Theo Coumans (Obbicht, 8 mei 1949 – Alicante, 16 juni 2025) was een Nederlands drummer. Zijn bijnaam was Thei Drum.
Hij was met name in de jaren zeventig als zodanig actief. Hij drumde tussen 1975 en 1978 bij Pussycat en maakte de hoogtijdagen daarvan mee rondom de single Mississippi mee. Het succes daarvan overkwam hun. Coumans was in de dagen daarvoorafgaand voornamelijk tegelzetter en semiberoeps drummer bij Scum en Sweet Reaction dat na een fusie met John Bassmans Old Towny samensmolt tot Pussycat.
In mei 1978 verliet Coumans Pussycat om privéredenen, maar spande nog wel een rechtszaak aan tegen de band voor het behoud van gages tot het eind van de tournee.   
Coumans werd vervangen door Hans Lutjens, die al drumde bij de Sweet Reaction, maar al voor de samensmelting en het succes opstapte.
Coumans verdween in de anonimiteit en overleed op 76-jarige leeftijd in Spanje waar hij al jaren woonde.